# Salomon von Stockenström
Salomon von Stockenström (före adlandet 1776 Stockenström), född 11 januari 1751 i Grythyttans socken, död 24 augusti 1811 i Garpenbergs socken, var en svensk bruksägare och ämbetsman.

## Biografi
Salomon von Stockenström var son till brukspatronen Salomon Stockenström och brorson till Erik von Stockenström. Han blev student vid Uppsala universitet 1761, antogs 1769 som auskultant i Bergskollegium och samma år som ämnessven vid masmästeriet. Han blev 1772 vice notarie i Bergskollegium och 1773 övermasmästare, förordnades 1775 till bergmästare i Öster- och Västerbergslagen samt adlades 1776. År 1778 utnämndes han till direktör för stångjärnssmidet i Sverige och 1781 till assessor i Bergskollegium. 1789 tog han avsked från sina befattningar för att ägna sig åt skötseln av Garpenbergs koppar- och järnverk, som han från 1782 ägde tillsammans med Joachim Daniel Wahrendorff. Han fick 1798 bergsråds namn, heder och värdighet. Stockenström företog 1775–1776 en allmän inspektion av de svenska brukens stångjärns- och stålsmide, varöver han till Jernkontoret inlämnade en Beskrifning öfver vårt svänska stångjernssmide... . Åren 1777–1780 studerade han järnhanteringen utomlands, och inlämnade till Jernkontoret en relation i fem band över de erfarenheter han gjort. Stockenström var en framträdande riddarhuspolitiker med konstitionalistisk-aristokratisk åskådning. Han var ledamot av hemliga utskottet vid riksdagarna i Gävle 1792 och Norrköping 1800 samt av konstitutionsutskottet vid 1809 års riksdag. Där angav han bland annat ett särskilt yttrande om en ny representation efter brittiskt mönster med ett överhus, som innehöll adelsmän och präster (med adelsmännen som en avgjord tyngdpunkt), och en underhus, bestående av bönder, borgare, jordägande ståndspersoner samt bruksägare, järnmanufakturister och bruksidkare.